# Carbon Copy (film)
Carbon Copy is een Amerikaanse film uit 1981 geregisseerd door Michael Schultz. De hoofdrollen worden vertolkt door George Segal en Susan Saint James.

## Verhaal
De blanke zakenman Walter Whitney ontdekt dat hij een zwarte zeventienjarige zoon, Roger, heeft uit een verleden relatie. Roger wil graag geadopteerd worden in de exclusieve blanke gemeenschap van San Marino, Californië.

## Rolverdeling
| Acteur            | Personage        |
| ----------------- | ---------------- |
| George Segal      | Walter Whitney   |
| Susan Saint James | Vivian Whitney   |
| Jack Warden       | Nelson Longhurst |
| Dick Martin       | Victor Bard      |
| Denzel Washington | Roger Porter     |
| Paul Winfield     | Bob Garvey       |
| Macon McCalman    | Tubby Wederholt  |
| Vicky Dawson      | Mary Ann         |
| Parley Baer       | Dr. Bristol      |
| Vernon Weddle     | Wardlow          |

Voor Denzel Washington was dit zijn filmdebuut.